# Rio Guizando
O rio Guizando é um rio de Portugal, pertencente à bacia hidrográfica do rio Este.
Pertence à região hidrográfica do Cávado, Ave e Leça.
Tem um comprimento aproximado de 8,1 km e uma área de bacia de aproximadamente 17,9 km².